# 84 Herculis
84 Herculis är en gul jätte i Herkules stjärnbild.
Stjärnan har visuell magnitud +5,73 och är synlig för blotta ögat vid god seeing. Den befinner sig på ett avstånd av ungefär 125 ljusår.